# Arhivski fond
Arhivski fond je celota arhivskega gradiva, ki je nastala pri enem ustvarjalcu (pravni ali fizični osebi), ki mu je s pravnim predpisom priznana pravna dejavnost oz. sposobnost.
Fond se lahko glede na naravo gradiva deli na podfonde, serije, podserije in združene dokumente.

## Nastanek fonda
Arhivski fond nastane, ko se oblikuje in preneha delovati ustvarjalec. Pri ustvarjalcih z dolgim trajanjem in spremembami imena poznamo več tipov fondov:
- Shematski fond
  - glede na obdobja sprememb in organizacijo pri ustvarjalcu (lastništvo, pristojnost, politični sistem). Pojavi se predvsem pri ustvarjalcih, ki so obstajali zelo dolgo (npr. Kranjski deželni stanovi 15. stoletje-1861). Fondi so deljeni po registraturah glede na pristojnosti. Ko v času Ilirskih provinc stanove ukinejo, tega fonda 10 let ni.

- Prevzemni fond
  - ustvarjalci, ki še obstajajo (npr. RTV Slovenija)
  - fond se prevzema paketno v določenih rokih (npr. 30 let), gradivo pa se deli na časovna obdobja, kot je bilo prevzeto.

RTV Slovenija 1947-1978 (prevzemni fond)
- Radio Ljubljana 1928-1957
- RTV Slovenija 1957-1990
- RTV Slovenija 1990-

Kot je razvidno iz zgornjega primera, se fond imenuje po zadnjem ustvarjalcu, npr. RTV Slovenija, čeprav je Radio Ljubljana prvo ime. Količina gradiva ne more biti podlaga za delitev fonda. Izjema so fragmenti (manj kot 10 cm), ki postanejo posebne zbirke nerazvrščenega gradiva, še posebej, če avtor ni znan. Gradivo se premesti v drug fond, če se ugotovi izvor takega gradiva.

## Naziv fonda
Fond dobi ime/naziv po zadnjem ustvarjalcu, ter se oblikuje glede na čas obstoja ustvarjalca. Navede se vrsta in količina gradiva (npr. Gospostvo Goričane 1724-1726, 1 škatla). Izjema se naredi, če je ustvarjalec dalj časa uporabljal naziv, ki je najbolj domač in če v nazivu ni kraja sedeža, ki se ga potem doda (npr. Iskra Kranj). Pri fizičnih osebah se uporablja le ime ustvarjalca. Če je le-ta neznan, se v oklepaju navede kraj.

## Tipi fondov
- Zbirni fond sestavlja raztreseno gradivo različnih ustvarjalcev. Zbrano je nesistematično in nekritično. Fond je urejen po krajevnem ali tematskem kriteriju.

- Nadomestni fond je neoriginalno arhivsko gradivo. Uredi se za tiste ustvarjalce, katerih arhivi ne pridejo v arhiv (pogosto se to dogaja v privatnem gospodarstvu). Sestavljajo ga članki v časopisju, tiskovine, propagandni material. Te fonde poznajo predvsem na Zahodu.

- Neuvrščeni fond nastane, če se v primeru neznanega ustvarjalca ali fragmentarnosti ne naredi fonda, ampak se tako gradivo spravi v zbirko neuvrščenega gradiva. Če se ugotovi ustvarjalec, se naknadno ustvari standardni fond.